# 邯鄲氏
邯鄲趙氏是指晉國六卿之一的趙氏，弒晉灵公的赵穿一支的后裔。由於趙穿的食邑被封於邯鄲，故稱邯鄲氏，嬴姓。下宮之難中，邯鄲氏並沒有受到傷害。
后來趙簡子為了避免邯鄲氏宗族勢力過大，威脅趙氏本宗，命當時的邯鄲氏趙午，將邯鄲五百戶遷往晉陽，遭到趙午的拒絕。趙午因而被趙簡子所殺，趙午之子趙稷據邯鄲城叛亂，得到晉國的卿大夫家族范氏、中行氏的支持。最后邯鄲氏、范氏及中行氏被趙氏本宗聯合魏氏、韓氏及智氏剷除。
根据孔颖达《春秋左传正义》引的《世族谱》的记载，邯鄲氏是赵夙的后裔，而趙夙就是趙衰的兄長。赵夙生赵穿，赵穿生赵旃，赵旃生赵胜，赵胜生赵午。

## 條目相關
- 下宮之難
- 趙簡子